# ТЕС Тамбак-Лорок
6°57′2″ пд. ш. 110°26′2″ сх. д. / 6.95056° пд. ш. 110.43389° сх. д.
ТЕС Тамбак-Лорок – теплова електростанція на індонезійському острові Ява. 
В 1978 році на майданчику станції стали до ладу дві парові турбіни потужністю по 50 МВт, які в 1983-му доповнили ще однією з показником 200 МВт. 
У 1993-му на майданчику ввели в дію 3 газові турбіни потужністю по 110 МВт. Первісно вони працювали у відкритому циклі, але вже у 1997-му їх доповнили відповідною кількістю котлів-утилізаторів та однією паровою турбіною з показником 188 МВт, що утворило енергоефективний блок комбінованого парогазового циклу із загальним показником у 517 МВт. В 1996 – 1997 роках ввели в дію ще один ще один такий саме блок.
У 2018-му почалось будівництво третього парогазового блоку потужністю 780 МВт із паливною ефективністю 62,7%. Він матиме одну газову турбіну, що через котел-утилізатор живитиме одну парову турбіну. Як показують знімки геоінформаційних систем, станом на 2021 рік будівництво блоку знаходилось у високому ступені готовності.
Для охолодження використовують морську воду.
Перші два десятиліття станція працювала виключно на нафтопродуктах. В 2014-му за допомогою трубопроводу Гунді – Семаранг на майданчик подали природний газ. В подальшому стало можливим використання ресурсу із газопроводів Кеподанг – Семаранг та Гресік – Семаранг.
Видача продукції відбувається по ЛЕП, розрахованій на роботу під напругою 150 кВ.